# Huesa
Huesa er en by og kommune i det sydlige Spanien i provinsen Jaén. Den har et indbyggertal på 2.419 (2024) indbyggere.